# Amos Kirui
Amos Kirui (9 febbraio 1998) è un siepista e mezzofondista keniota.

## Palmarès
| Anno | Manifestazione               | Sede       | Evento         | Risultato | Prestazione | Note                          |
| ---- | ---------------------------- | ---------- | -------------- | --------- | ----------- | ----------------------------- |
| 2014 | Giochi panafricani giovanili | Gaborone   | 2000 m siepi   | Bronzo    | 5'39"23     |                               |
| 2014 | Giochi olimpici giovanili    | Nanchino   | 2000 m siepi   | Argento   | 5'40"29     |                               |
| 2016 | Mondiali U20                 | Bydgoszcz  | 3000 m siepi   | Oro       | 8'20"43     | Miglior prestazione personale |
| 2017 | Mondiali di cross            | Kampala    | Corsa U20      | 7º        | 23'04"      |                               |
| 2017 | Mondiali di cross            | Kampala    | A squadre      | Argento   | 28 p.       |                               |
| 2018 | Giochi del Commonwealth      | Gold Coast | 3000 m siepi   | Bronzo    | 8'12"24     |                               |
| 2019 | Mondiali di cross            | Aarhus     | Corsa seniores | 37º       | 33'53"      |                               |
| 2019 | Mondiali di cross            | Aarhus     | A squadre      | Argento   | 43 p.       |                               |

## Campionati nazionali
2018
- Argento ai campionati kenioti, 3000 m siepi - 8'18"37

## Altre competizioni internazionali
2016
- 7º all'Athletissima ( Losanna), 3000 m siepi - 8'22"59

2017
- 4º al Golden Gala Pietro Mennea ( Roma), 3000 m siepi - 8'08"37
- 5º all'Herculis ( Monaco), 3000 m siepi - 8'15"91
- 7º al Memorial Van Damme ( Bruxelles), 3000 m siepi - 8'18"32
- Argento alla San Silvestre Vallecana ( Madrid) - 27'48"

2018
- 4º al Prefontaine Classic ( Eugene), 3000 m siepi - 8'15"23
- 4º al Golden Gala Pietro Mennea ( Roma), 3000 m siepi - 8'16"44
- 10º al Meeting international Mohammed VI d'athlétisme de Rabat ( Rabat), 3000 m siepi - 8'20"00

2019
- 14º alla Doha Diamond League ( Doha), 3000 m siepi - 8'32"35

2021
- 4º al Bauhaus-Galan ( Stoccolma), 3000 m siepi - 8'30"39